# Fianza
Una fianza es una garantía que busca asegurar el cumplimiento de una obligación. Sin embargo, es un término que puede resultar equívoco, al hacer referencia tanto a una garantía real como a una garantía personal.

## Garantía personal
La "fianza" (Del bajo latín fedare de fidere.fe. seguridad) en sentido estricto es una garantía personal, en virtud de la cual a través de un fiador se garantiza el cumplimiento de una obligación determinada. El fiador es una tercera persona, ajena a la obligación principal, que garantiza su cumplimiento, comprometiéndose a cumplir lo que el deudor no haya cumplido por sí mismo. Existen varios tipos de fianzas tales como de anticipo, de cumplimiento, de suministro, de buena calidad entre otras.
En el Derecho civil, el fiador y el deudor son dos personas diferentes, ligados mediante una figura que posee una fisonomía contractual: contrato de fianza. La relación entre el acreedor y el fiador pasa a través del deudor.

## Tipos de Fianzas
La doctrina y la ley ha clasificado a la fianza en tres tipos: los cuales son la fianza convencional, legal y judicial. 
La fianza convencional es la que surge con la voluntad entre el acreedor y el deudor. La fianza legal es aquella impuesta por la ley con el fin de asegurar el cumplimiento de una obligación. La fianza judicial es otorgada mediante una resolución judicial. 
También el código civil manifiesta que la fianza puede ser civil y mercantil. La fianza civil es aquella que está regulada en los diferentes códigos civiles y normalmente se otorga a título gratuito. La fianza mercantil es aquella que otorga una Institución autorizada y se regula por la autoridad hacendaria de manera onerosa.
Sin embargo también encontramos que la fianza puede hacerse gratuitamente, en la cual el fiador no recibe ninguna retribución por otorgarla. Al contrario de esta se encuentra la fianza onerosa, en la cual el fiador obtiene una retribución por otorgarla.

## Requisitos de Existencia
- Consentimiento, es decir, el acuerdo de voluntades entre el acreedor y el fiador.
- Objeto, el cual consiste en la prestación ya sea una cosa o un hecho,  que el fiador deberá de pagar en caso de que el deudor no cumpla con su obligación.
- Exista la obligación principal ya que como se ha mencionado la fianza garantiza el cumplimiento de la obligación principal.

## Requisitos de Validez
- Capacidad para contratar, es decir, ser mayor de edad y estar en goce de facultades mentales, tanto del acreedor, como del fiador.
- Forma, no se exige formalidad alguna para que pueda ser válida.
- Ausencia de vicios, es decir que en la fianza no haya error, dolo, mala fe, violencia o lesión.
- Ilicitud en el objeto, motivo o fin, generalmente este lo encontramos cuando el fiador se obliga a pagar una cosa que está prohibida o es ilícita; por lo que si la obligación principal es ilícita, la fianza también lo será.

## Garantía real
Otro uso común del término "fianza" en el ámbito jurídico es el de entrega de una cantidad de dinero como garantía de ciertas obligaciones. Sin embargo, a pesar del nombre, la fianza monetaria no es tal, sino que se trata de un caso de prenda irregular, al tratarse de una garantía real y no personal.
Existen varios ámbitos del Derecho en el que aparece esta figura.
- En el Derecho contractual: la fianza garantiza el cumplimiento de las obligaciones derivadas de un contrato. Por ejemplo, es habitual la constitución de una fianza monetaria en caso de arrendamiento de inmuebles para garantizar el cumplimiento del pago de las rentas de arriendo, así como la devolución en buen estado del bien arrendado.
- En Derecho procesal penal: la fianza monetaria se entrega como forma de garantizar que el acusado no tiene intención de huir de la justicia. Con ello se pretende evitar o levantar una medida prisión preventiva. Es el caso típico de la libertad bajo fianza.

### Incumplimiento
En el caso de incumplimiento de la obligación garantizada, dependerá del caso concreto para establecer qué ocurre con la fianza. Por ejemplo, en Derecho contractual lo habitual es que el acreedor utilice la fianza para resarcirse de los daños y perjuicios ocasionados. Sin embargo, en Derecho procesal penal una posible fuga del acusado provoca la pérdida absoluta de dinero dado como fianza, sin necesidad de evaluar gastos o daños.

## Extinción de la fianza
Se extingue de acuerdo a las siguientes causas:
1. Cuando la obligación sea cumplida por el deudor, y si este no lo hiciera, cuando sea pagada por el fiador.
2. Por la prórroga que da el acreedor al deudor sin el consentimiento del fiador
3. Si el fiador se hubiera obligado por un tiempo determinado, y en esta misma circunstancia el acreedor no requiera judicialmente al deudor el cumplimiento de la obligación principal dentro del mes siguiente a la expiración del plazo. El fiador también quedara libre de su obligación cuando sin causa justificada el acreedor deje de promover en el juicio contra el deudor por más de tres meses.
4. Si la fianza se otorgó por tiempo determinado, y el fiador haya pedido al acreedor que promueva judicialmente dentro de un mes el cumplimiento de la obligación y este no lo inicia o deja de promover en el juicio el fiador quedara libre de esa obligación.
5. Por la novación.
6. Condonación o perdón de la deuda.
7. Por la confusión de los derechos del deudor y acreedor.